# Eustala eleuthera
Eustala eleuthera är en spindelart som beskrevs av Levi 1977. Eustala eleuthera ingår i släktet Eustala och familjen hjulspindlar. Inga underarter finns listade i Catalogue of Life.